# Vavrišovo
Vavrišovo es un municipio del distrito de Liptovský Mikuláš en la región de Žilina, Eslovaquia, con una población estimada a final del año 2024 de 689 habitantes.
Se encuentra ubicado al sureste de la región, cerca del curso alto del río Váh (cuenca hidrográfica del Danubio), de los montes Tatras y de la frontera con Polonia y las regiones de Prešov y Banská Bystrica.

## Demografía
| Año        | 1994 | 2004     | 2014     | 2024    |
| ---------- | ---- | -------- | -------- | ------- |
| Población  | 515  | 598      | 672      | 689     |
| Diferencia |      | +16,11 % | +12,37 % | +2,52 % |

| Año        | 2023 | 2024    |
| ---------- | ---- | ------- |
| Población  | 688  | 689     |
| Diferencia |      | +0,14 % |